# David Ovey
David Ovey (* Dezember 1947 in Lewisham) ist ein ehemaliger britischer Autorennfahrer.

## Karriere als Rennfahrer
David Ovey war in den frühen 1980er-Jahren als Sportwagenpilot aktiv. 1983 fuhr er einen Porsche 930 in der Sportwagen-Weltmeisterschaft. Die beste Platzierung erreichte er mit dem elften Endrang und einem Klassensieg beim 24-Stunden-Rennen von Le Mans. Weitere Ergebnisse im Schlussklassement erreichte er mit den 13. Rängen beim 1000-km-Rennen von Silverstone, dem 1000-km-Rennen von Spa-Francorchamps und dem 1000-km-Rennen von Mugello sowie dem 15. Rang beim 1000-km-Rennen von Brands Hatch.

## Statistik

### Le-Mans-Ergebnisse
| Jahr | Team                | Fahrzeug    | Teamkollege | Teamkollege       | Platzierung             | Ausfallgrund |
| ---- | ------------------- | ----------- | ----------- | ----------------- | ----------------------- | ------------ |
| 1983 | Charles Ivey Racing | Porsche 930 | Paul Smith  | John Cooper       | Rang 11 und Klassensieg |              |
| 1984 | Charles Ivey Racing | Porsche 930 | Paul Smith  | Margie Smith-Haas | Ausfall                 | Ölleck       |